# بنگز (تگزاس)
بنگز، تگزاس (به انگلیسی: Bangs, Texas) یک شهر در ایالات متحده آمریکا با جمعیت ۱٬۶۲۰ نفر است که در تگزاس واقع شده‌است.

## موقعیت جغرافیایی
موقعیت جغرافیایی شهرها و مناطق اطراف به شرح زیر است: